# Otthonápolás
Az otthonápolás a rászoruló személy egészségügyi és/vagy Szociális ellátórendszer szolgáltatásainak összefoglaló megnevezése, amelyeket az érintett saját otthonában vesz igénybe. Célja az állapot stabilizálása, a tünetek enyhítése, a rehabilitáció támogatása és – lehetőség szerint – a kórházi tartózkodás kiváltása vagy lerövidítése. Az otthonápolás körébe tartozik az otthoni szakápolás (orvosi rendelésre, szakképzett ápoló által végzett tevékenységek), a Házi segítségnyújtás (szociális jellegű gondozás), valamint az otthoni hospice–palliatív ellátás (életvégi, komplex tüneti és pszichoszociális támogatás).

## Fogalom és keretek
A nemzetközi egészségpolitikai gyakorlat az otthonápolást a közösségi alapú szolgáltatások és a „hosszú távú ellátás” (long-term care) egyik pilléreként kezeli. Az OECD összefoglalója szerint a szolgáltatáscsomag a személy állapotához és környezetéhez igazodó, bizonyítékalapú beavatkozások és támogatások rendszere, amelyet képzett szakemberek és – kiegészítő módon – informális gondozók (családtagok, önkéntesek) nyújtanak.

## Típusai
Otthoni szakápolás: orvosi rendeléshez kötött, szakképzett ápoló által végzett beavatkozások és megfigyelések (például sebkezelés, injekció, katéterellátás, enterális/parenterális táplálás, felfekvés megelőzése és ellátása, alaprehabilitációs feladatok). A NEAK-finanszírozott ellátás tipikusan napi egy, legfeljebb három órát meg nem haladó vizitben nyújtható; egy elrendeléssel legfeljebb 14 vizit kérhető, ismételt elrendeléssel meghosszabbítható.
Házi segítségnyújtás: a mindennapi életvitelhez kapcsolódó szociális támogatás (például bevásárlás, gyógyszerkiváltás, higiénés segítség, ügyintézés, társas kapcsolatok fenntartása); szakmai és működési feltételeit külön rendelet szabályozza.
Otthoni hospice–palliatív ellátás: előrehaladott, gyógyíthatatlan betegségek esetén komplex tüneti kezelés és lelki-szociális támogatás a beteg otthonában, a hozzátartozók bevonásával; időtartamát és igénybevételének módját kapcsolódó jogszabályok és finanszírozási szabályok rögzítik.

## Nemzetközi kitekintés
Az OECD összehasonlító adatai alapján 2021-ben az OECD-országokban a 65 év felettiek 11,5%-a részesült hosszú távú ellátásban (otthon vagy intézményben). A gondozás jelentős hányadát informális gondozók biztosítják (Health at a Glance 2023, Fig. 10.12).

## Szabályozás és finanszírozás Magyarországon
Magyarországon az otthonápolás egészségügyi és szociális komponensei külön jogágakban szabályozottak:
- Az otthoni szakápolást a 20/1996. (VII. 26.) NM rendelet határozza meg; orvosi rendelés alapján, szakképzett ápoló végzi a biztosított otthonában vagy tartózkodási helyén. A NEAK által finanszírozott ellátásra a vizitszám- és időkorlátok, valamint az ellátható tevékenységek köre jogszabályban rögzített.[5][1]

- Az otthoni hospice ellátást az egészségügyről szóló 1997. évi CLIV. törvény, valamint kapcsolódó rendeletek és finanszírozási szabályok keretezik; lehetőség szerint a beteg otthonában, családja körében kell biztosítani.[7][9]

- A házi segítségnyújtás a Szociális igazgatás rendszerébe tartozik; szakmai feladatait és működési feltételeit az 1/2000. (I. 7.) SzCsM rendelet szabályozza.[6]

A szolgáltatók működési engedélyezését és szakmai felügyeletét az illetékes országos hatóságok végzik (például NNGYK, korábban NNK).

## Személyzet és kompetenciák
Az otthonápolásban több szakma működik együtt: ápolók, gyógytornászok, dietetikusok, pszichológusok, szociális munkások, palliatív szakemberek és háziorvosok. Az informális gondozók – különösen a családtagok – bevonása és támogatása a minőségi ellátás feltétele.

## Eszközök és technológiák
Az ellátást különféle gyógyászati segédeszközök (pl. ápolási ágy, betegemelő, járást segítő eszközök, antidecubitus rendszerek) és információs megoldások (távmonitorozás, telemedicina) támogatják. A dokumentáció és az ellátók közti információáramlás országos keretrendszere az EESZT.

## Igénybevétel és ellátási folyamat
Az otthoni szakápolást a kezelőorvos vagy a háziorvos rendeli el; a szolgáltató a beteggel és a hozzátartozóval egyeztetve készíti el a gondozási tervet és ütemezi a viziteket. A beavatkozások és megfigyelések dokumentálása az EESZT rendszerében történik.
A házi segítségnyújtás igénybevételére a lakóhely szerint illetékes szolgáltatónál lehet kérelmet benyújtani; a szükségletfelmérés és a gondozási terv a szociális jogszabályok szerint készül.
Az otthoni hospice–palliatív ellátás igénybevételéhez orvosi javaslat és a beteg (illetve törvényes képviselője) beleegyezése szükséges; a szolgáltató a családtagok oktatását és támogatását is biztosítja.

## Történeti áttekintés (Magyarország)
A modern értelemben vett otthoni szakápolás jogi kereteit az 1990-es évek közepétől kialakuló szabályozás rögzítette; a tevékenység körét és feltételeit a 20/1996. (VII. 26.) NM rendelet határozza meg.
A hospice–palliatív ellátás elvei és betegjogi keretei az 1997. évi CLIV. törvényben jelentek meg átfogóan; a szolgáltatás otthoni formája az egészségügyi rendszer integráns részévé vált.
Az otthonápolás informatikai és adatkezelési keretrendszerét az EESZT bevezetése tette egységessé, amely a dokumentációt és az ellátók közötti információáramlást támogatja.
Házi segítségnyújtás – a mindennapi életvitel támogatása (bevásárlás, ügyintézés, higiéné).

## Minőségi indikátorok
Az otthonápolás minőségét jellemző, széles körben alkalmazott mutatók példái:
folyamatmutatók: vizitek gyakorisága és időtartama, dokumentáció teljessége, infekciókontroll-szabályok betartása;
kimenetmutatók: fájdalom- és tünetkontroll értékelése, funkcionális állapot változása, nem tervezett kórházi visszavétel aránya;
elégedettségi mutatók: beteg- és hozzátartozói visszajelzések.
A mutatók alkalmazása a finanszírozói és szakmai követelményekhez igazodik.

## Etikai és adatvédelmi kérdések
Az otthoni környezetben végzett ellátás különös figyelmet igényel a tájékozott beleegyezés dokumentálására, a döntéshozatal támogatására (különösen cselekvőképességükben korlátozott személyeknél), valamint a személyes adatok és egészségügyi adatok védelmére. Az adatkezelés és dokumentáció az EESZT és a vonatkozó jogszabályok szerint történik.

## Minőségbiztosítás és betegbiztonság
A szolgáltatás minőségét szakmai irányelvek, protokollok, képzések és hatósági ellenőrzések biztosítják. Nemzetközi ajánlások a betegjogok tiszteletben tartását, az infekciókontrollt, a gyógyszerelésbiztonságot, a fájdalomcsillapítás és a tünetkontroll rendszerességét, valamint a gondozók támogatását hangsúlyozzák. Magyarországon a betegjogok keretét az 1997. évi CLIV. törvény rögzíti; az ellátási dokumentáció és információcsere országos rendszere az EESZT.

## Előnyök és kihívások
Az otthonápolás előnye a személyre szabott ellátás, az életminőség javítása és a kórházi fertőzések kockázatának mérséklése, továbbá a rendszerköltségek potenciális csökkentése. Kihívás a munkaerő-ellátottság, a területi hozzáférés egyenlőtlensége, a finanszírozási korlátok és az informális gondozók leterheltsége.

## Lásd még
Otthoni szakápolás,
Hospice,
Házi segítségnyújtás,
Rehabilitáció,
Gyógyászati segédeszköz,
Betegjog,
Szociális munka,
Jelzőrendszeres házi segítségnyújtás.

## További irodalom
WHO: Home-based long-term care. Technical Report Series 898. Genf: WHO, 2000.
OECD: Health at a Glance 2023 – OECD Indicators. Párizs: OECD, 2023.

## Külső hivatkozások
- NEAK – Nemzeti Egészségbiztosítási Alapkezelő
- Egészségvonal
- Magyar Hospice-Palliatív Egyesület
- E-egészségügy – EESZT jogszabályok, tájékoztatók